# 大塚操
大塚 操（おおつか みさお、1894年（明治27年）9月27日 - 1947年（昭和22年）4月17日）は、大日本帝国陸軍軍人。最終階級は陸軍法務少将。

## 経歴
1894年（明治26年）に長野県で生まれた。1941年（昭和16年）6月に朝鮮軍法務部長に就任し、1942年（昭和17年）4月1日に法務官が文官から武官に改められると陸軍法務大佐となった。1944年（昭和19年）3月1日に陸軍法務少将に進級し、3月22日に第7方面軍法務部長（南方軍）として、シンガポールに出征。6月14日より兼第3航空軍法務部長となった。
終戦後戦犯としてイギリス軍に逮捕された。容疑は昭南陸軍刑務所事件が発生した昭南陸軍刑務所の監督責任を問われたとされているが、具体的な罪状ははっきりしていないという。裁判では絞首刑の判決が下り、1947年（昭和22年）4月17日にチャンギ刑務所で執行された。